# Theoretical Chemistry Accounts
Theoretical Chemistry Accounts is een internationaal, aan collegiale toetsing onderworpen wetenschappelijk tijdschrift op het gebied van de fysische chemie.
De naam wordt in literatuurverwijzingen meestal afgekort tot Theor. Chem. Acc. of tot TCA.
Het wordt uitgegeven door Springer Science+Business Media en verschijnt 12 keer per jaar.
Het eerste nummer verscheen in 1997.